# Hôtel Peysseguin

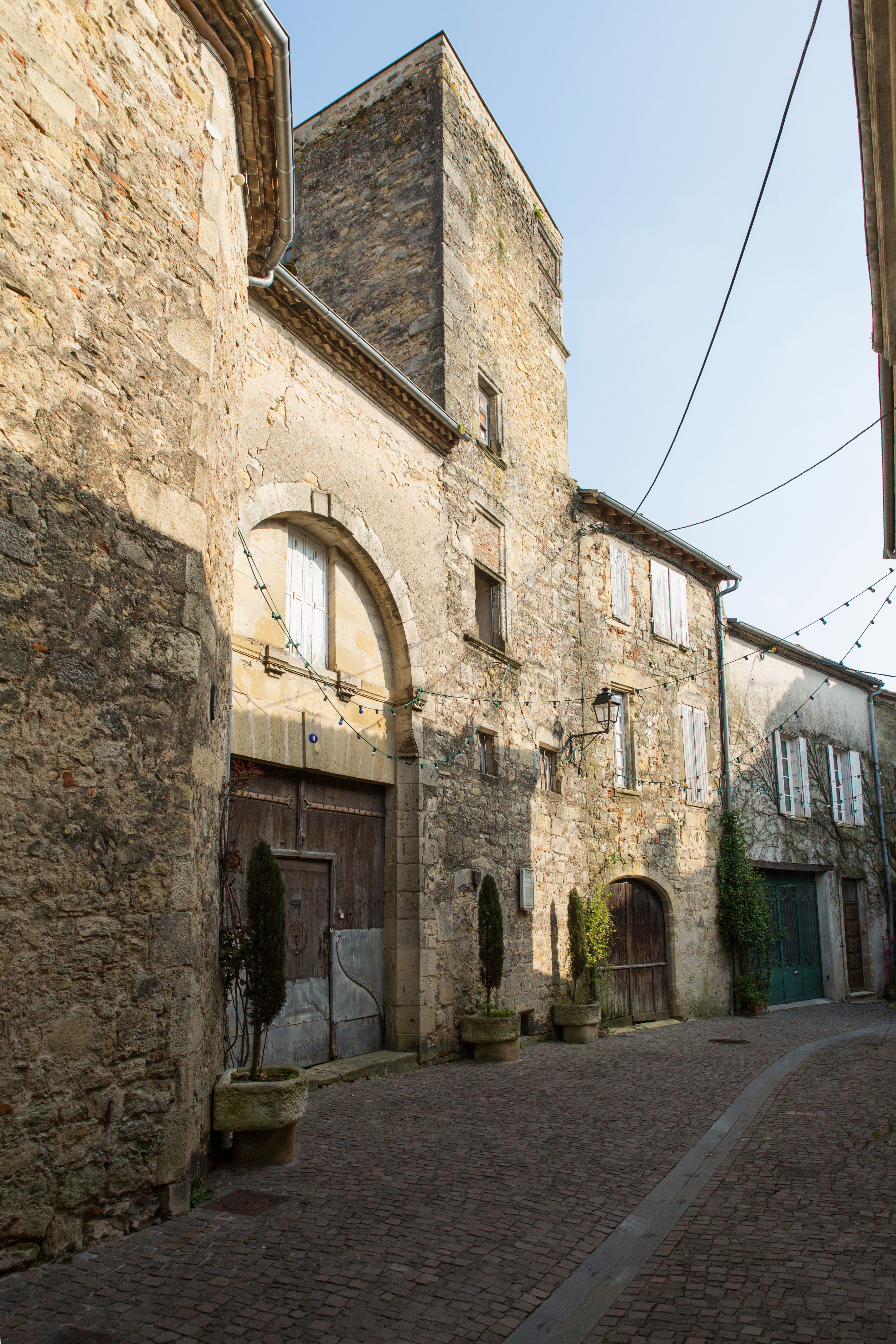
Straßenfassade, März 2016

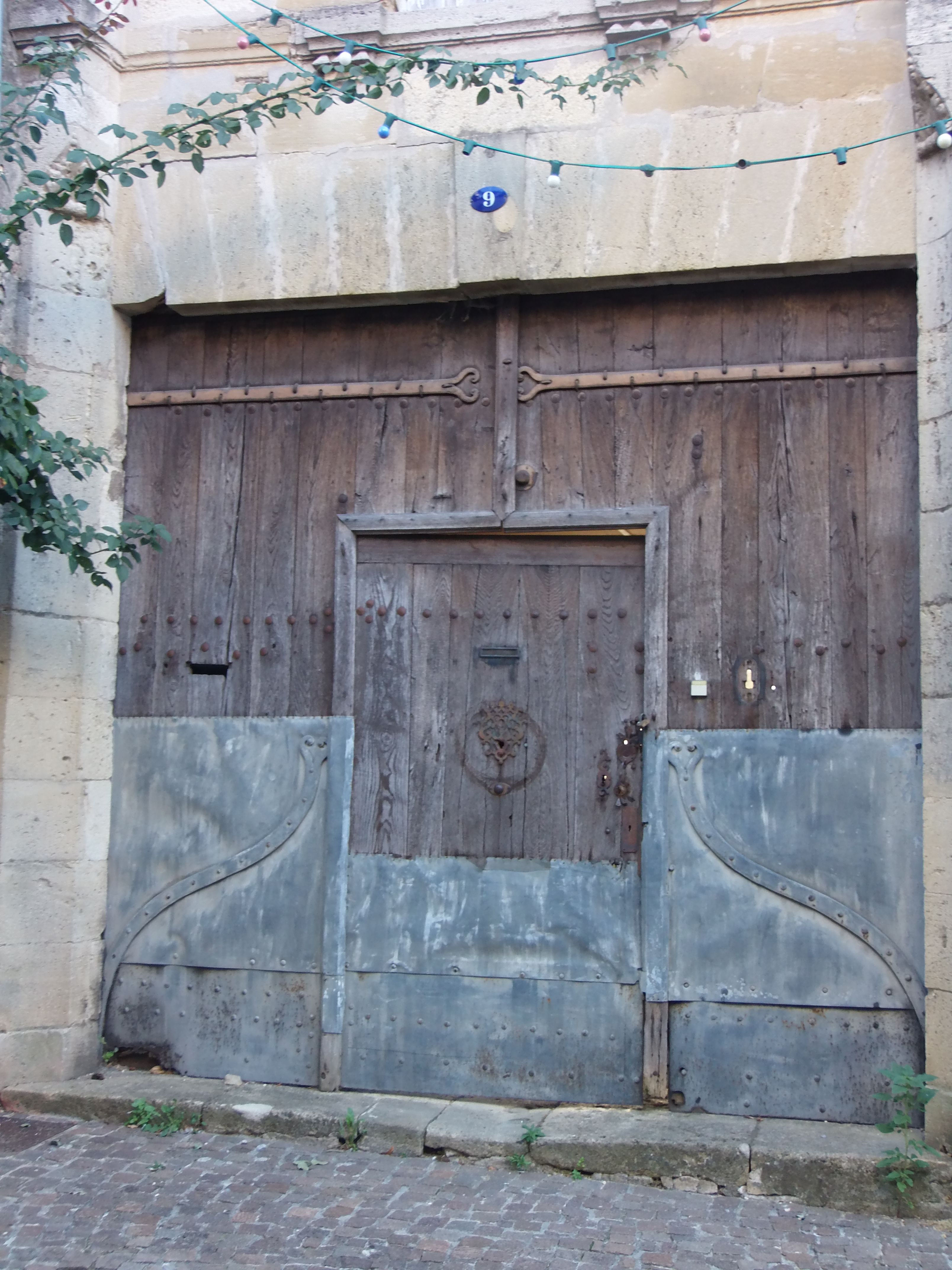
Detail des Eingangsportals

Das Hôtel Peysseguin in La Réole ist ein im 15. Jahrhundert erbautes Profangebäude. Es liegt mitten in der Altstadt noch innerhalb des inneren Befestigungsrings, Rue Peysseguin 9, im Département Gironde in Frankreich. Seit 2012 ist es in das Denkmalschutzverzeichnis eingetragen.
Der Baukörper besteht aus zwei Teilen, die in der Mitte lediglich durch den monumentalen Eingang eines großen Torbogens miteinander verbunden sind. Rechts davon steht ein quadratischer, mit dekorativen Fenstern versehener Treppenturm, der auch den rückwärtigen, rechteckigen Innenhof dominiert. Dieser ist von der Rue Michel Dupin zugänglich. Im 19. Jahrhundert wurde das Haus umgebaut und im Innern stark verändert. Alte Strukturen sind dort nicht mehr vorhanden.
Ursprünglich als Gasthaus gebaut, war es über mehrere Generationen im Besitz der Familie Peysseguin und diente in diesen Jahren auch als Gericht, Rathaus, Gefängnis und Kaserne der Revolutionstruppen.
Das Haus ist im Besitz der Stadt und soll zu einem Kulturzentrum umgebaut werden, in dem besonders die mittelalterliche Architektur und das Kulturerbe wertgeschätzt werden soll. Darin soll auch das Büro des CIAP (Centre d’interprétation de l’architecture et du patrimoine) einziehen. Diese Pläne stehen im Zusammenhang mit einem „partizipativen Stadtplanungsprozess“, der insbesondere die hohe Leerstandsquote von 18 % berücksichtigt und die Tatsache, dass das Stadtzentrum kaum Lebensattraktivität besitze. Der rückseitige, nördliche Giebel des Anwesens wurde im Sommer 2023 restauriert.